# Возвращение в затерянный мир
«Возвращение в затерянный мир» (англ. Return To The Lost World) — художественный фильм, являющийся сиквелом фильма «Затерянный мир» (1992).

## Сюжет
Хэйманс с группой наёмных боевиков пытается найти нефть. По пути он уничтожает животных и природу. Узнав об этом, журналисты написали статью, прочитав которую, профессора Челленджер и Саммерли решили выступить на защиту природы.